# Pacifia
Pacifia is een geslacht van weekdieren uit de klasse van de Gastropoda (slakken).

## Soorten
- Pacifia amica Korshunova, Martynov, Bakken, Evertsen, Fletcher, Mudianta, Saito, Lundin, Schrödl & Picton, 2017
- Pacifia goddardi (Gosliner, 2010)